# オスピシオ・カバーニャス
オスピシオ・カバーニャス（Hospicio Cabañas）は、メキシコのハリスコ州グアダラハラにある孤児院および病院の複合施設である。ラテンアメリカにおける最古かつ最大規模の総合病院であり、1997年、文化遺産として世界遺産に登録された。
1791年、グアダラハラ司教により、感化院、病院、孤児院、救貧院の機能を統合する複合施設として設立された。名前の由来は、1796年にグアダラハラ管区に任命されたホアン・ルイズ・デ・カバーニャスにある。メキシコシティ出身の高名な建築家である、マヌエル・トルサーが設計に携わった。
トルサの設計は、パリにあるゴシック様式のオテル・デ・ザンヴァリッドや、マドリード近郊のエル・エスコリアル修道院などに準拠した、新古典様式に分類される。建物は164メートル×145メートルの巨大な長方形を形作っており、一階建てで高さは7.5メートルにも達する。チャペルはその倍以上の高さを備えつつ、ドームの高さは32.5メートルである。これらの一連の建物は「病人、高齢者、子供たちが容易に行き来できるように」 単一階にすべて形成されている。
1823年のカバーニャスの死後も、建築工事は1829年まで続いた。19世紀半ばには兵舎として使用された時期もあったものの、本施設は20世紀に入っても正常に稼動を続け、家のない子供たちを多数受け入れた。1980年、カバーニャス文化協会がその提携する美術、工芸の学校とともに入居して来たため、病院および孤児院としての役割を終えた。
内部の装飾の見どころは、チャペル内に位置する、メキシコ美術の巨匠、ホセ・クレメンテ・オロスコの手による、50以上のフレスコ画や天井画廊があげられる。その中でも、彼の最高傑作である、天井に描かれた『炎の人』（1936年-1939年）は圧巻である。
現在、本施設はカバーニャス文化協会として機能し、美術の展示会や、市民のための講座などが開かれ、市の文化の中心を担っている。

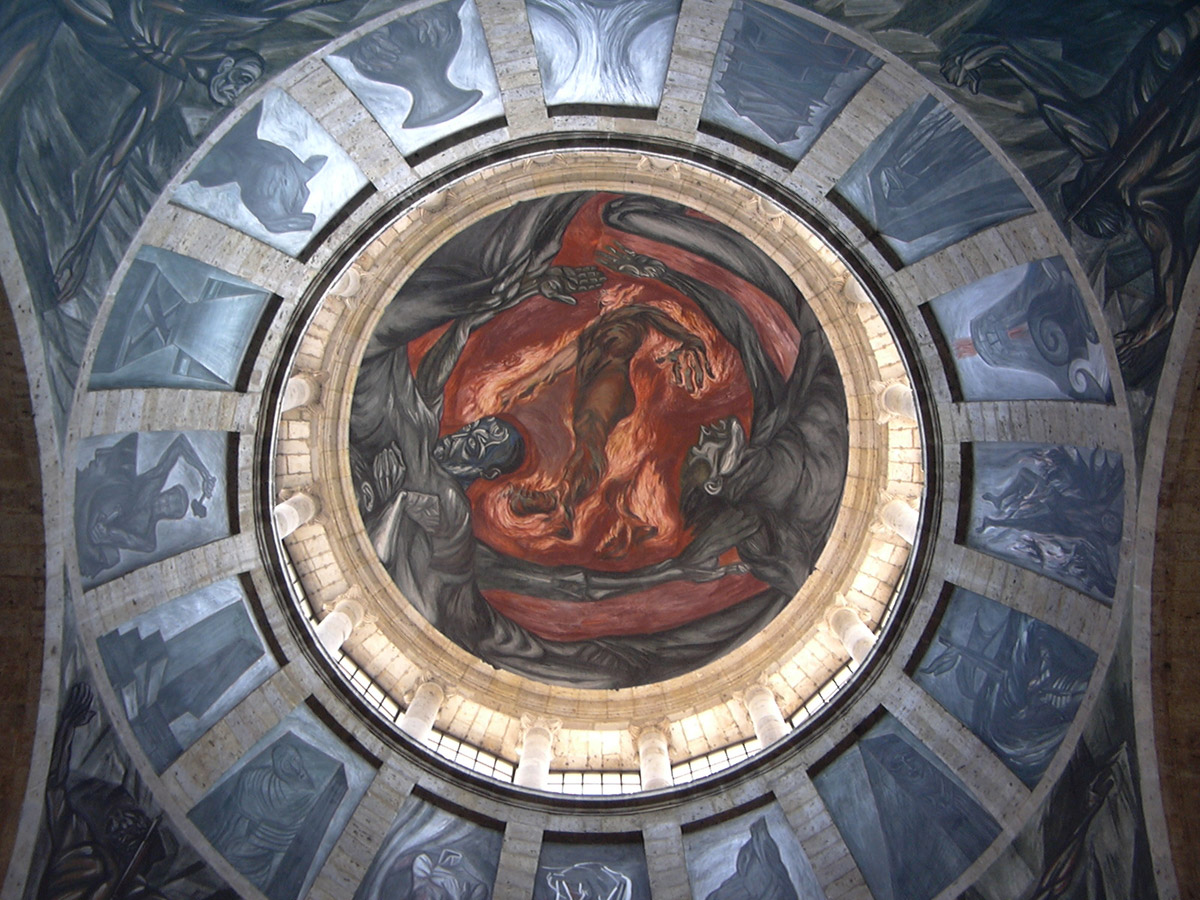
チャペル天井に描かれた『炎の人』
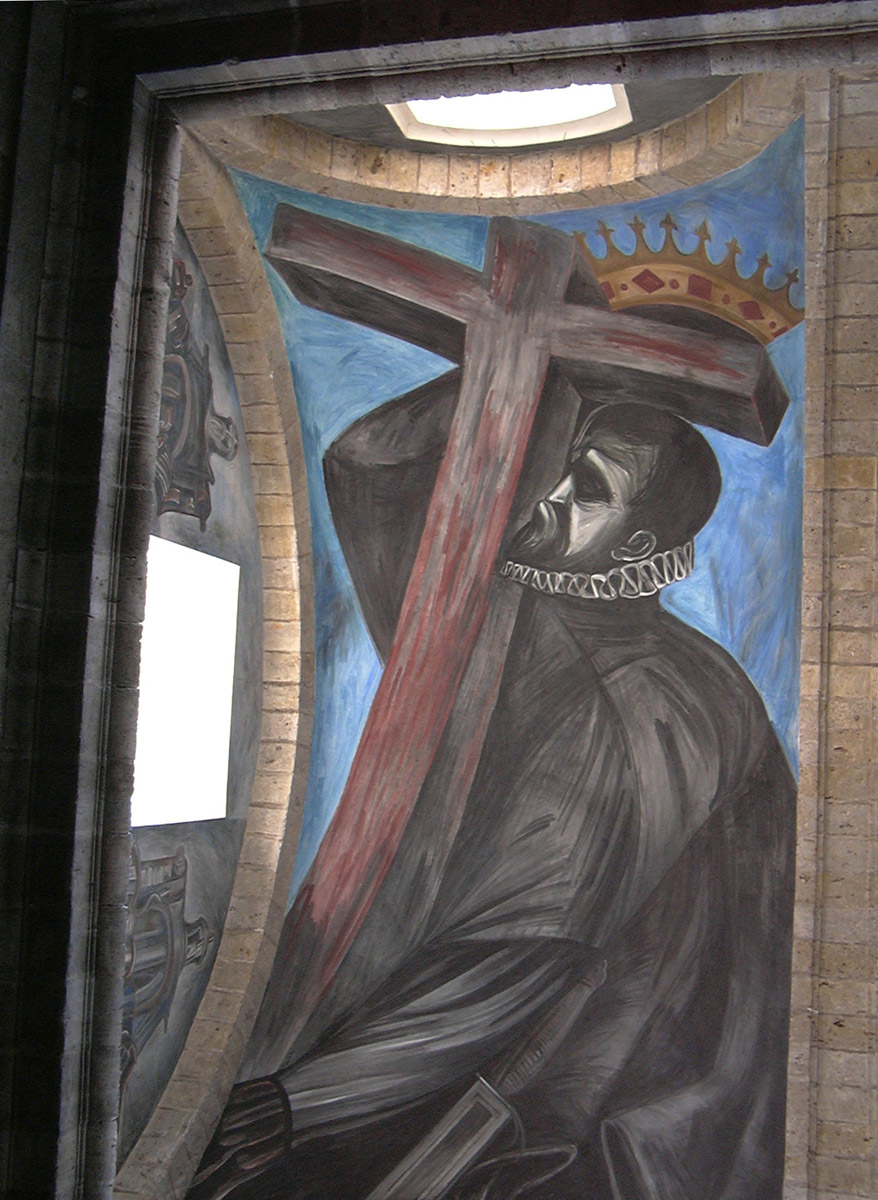
チャペル西側の壁に描かれた作品

## 登録基準
この世界遺産は世界遺産登録基準のうち、以下の条件を満たし、登録された（以下の基準は世界遺産センター公表の登録基準からの翻訳、引用である）。
- (1) 人類の創造的才能を表現する傑作。
- (2) ある期間を通じてまたはある文化圏において、建築、技術、記念碑的芸術、都市計画、景観デザインの発展に関し、人類の価値の重要な交流を示すもの。
- (3) 現存するまたは消滅した文化的伝統または文明の、唯一のまたは少なくとも稀な証拠。
- (4) 人類の歴史上重要な時代を例証する建築様式、建築物群、技術の集積または景観の優れた例。

## リファレンス
- ICOMOS evaluation of the property（英語)